# سفارة البحرين لدى تونس
سفارة البحرين لدى تونس هي البعثة الدبلوماسية لمملكة البحرين لدى جمهورية تونس، وتقع بالعاصمة تونس.